# Yedseram
Der Yedseram (in der deutschen Kolonialzeit auch Jadseram genannt) ist ein Fluss im Nordosten Nigerias.

## Verlauf
Er ist ein am Oberlauf permanent und am Unterlauf ein saisonal fließender Fluss. Seine Quellen liegen an der Nordwestflanke des Mandara-Gebirges, und er fließt generell in nordöstlicher Richtung dem Tschadsee entgegen, den er jedoch seit den 1980er Jahren nicht mehr erreicht. Die Größe seines Wassereinzugsgebiets beträgt ca. 16.320 km², im Osten des Bundesstaates Borno.

## Hydrologie
An seinem Oberlauf durchfließt er die ca. 130 km² großen Sambisa-Sümpfe, ca. 30 km südwestlich von Bama. In diesem Sumpfgebiet ist sein Flusslauf nicht definiert. Hier speist er mit jährlich ca. 127 Mio. m³ den ebenfalls die Sümpfe querenden Fluss Ngadda. Der Yedseram bildet am ehemaligen Seeufer des Normalen Tschadsees ein Flussdelta aus und ist einer der Hauptzuflüsse der Tschadsee-Feuchtgebiete, die nach dem Rückzug des Tschadsees entstanden.